# Редвей (Каліфорнія)
Редвей (англ. Redway) — переписна місцевість (CDP) в США, в окрузі Гумбольдт штату Каліфорнія. Населення — 1247 осіб (2020).

## Географія
Редвей розташований за координатами 40°7′22″ пн. ш. 123°48′59″ зх. д. / 40.12278° пн. ш. 123.81639° зх. д. (40.122811, -123.816486).  За даними Бюро перепису населення США в 2010 році переписна місцевість мала площу 3,29 км², з яких 3,24 км² — суходіл та 0,06 км² — водойми.

## Демографія
Згідно з переписом 2010 року, у переписній місцевості мешкало 1225 осіб у 551 домогосподарстві у складі 294 родин. Густота населення становила 372 особи/км².  Було 679 помешкань (206/км²).
Расовий склад населення:
| - 89,2 % — білих - 2,9 % — корінних американців - 0,5 % — азіатів - 0,4 % — чорних або афроамериканців - 0,1 % — вихідців з тихоокеанських островів - 1,2 % — осіб інших рас |

До двох чи більше рас належало 5,7 %. Частка іспаномовних становила 7,8 % від усіх жителів.
За віковим діапазоном населення розподілялося таким чином: 22,7 % — особи молодші 18 років, 65,5 % — особи у віці 18—64 років, 11,8 % — особи у віці 65 років та старші. Медіана віку мешканця становила 40,8 року. На 100 осіб жіночої статі у переписній місцевості припадало 93,8 чоловіків;  на 100 жінок у віці від 18 років та старших — 90,5 чоловіків також старших 18 років.
Середній дохід на одне домашнє господарство  становив 46 584 долари США (медіана — 37 778), а середній дохід на одну сім'ю — 50 273 долари (медіана — 49 015). За межею бідності перебувало 10,0 % осіб, у тому числі 0,0 % дітей у віці до 18 років та 9,8 % осіб у віці 65 років та старших.
Цивільне працевлаштоване населення становило 539 осіб. Основні галузі зайнятості: роздрібна торгівля — 39,0 %, мистецтво, розваги та відпочинок — 29,3 %, освіта, охорона здоров'я та соціальна допомога — 16,5 %, будівництво — 9,3 %.